# Brujeria
Brujeria (von span. Brujería ‚Hexerei‘) ist ein multinationales Extreme-Metal-Projekt. Es wurde 1989 von Gitarrist Dino Cazares und Schlagzeuger Raymond Herrera (beide Fear Factory) ins Leben gerufen. An dem Projekt sind und waren Musiker anderer bekannter Gruppen wie Napalm Death, At the Gates, Carcass oder Faith No More beteiligt. Die Mitglieder treten mit spanischen Pseudonymen auf, die Liedtexte sind ebenfalls in Spanisch. Die Musik ist eine Mischung aus Grindcore und Death Metal.

## Bandgeschichte
Im Jahr 1989 rief Dino Cazares das Projekt ins Leben und gab ihm das Image einer Band, die aus gesuchten mexikanischen Drogenbaronen besteht. Die erste Single mit dem Titel ¡Demoniaco! erschien 1990 bei Nemesis Records. Beteiligt waren neben Gitarrist Dino Cazares („Asecino“) Bassist Billy Gould von Faith No More („Güero Sin Fe“), Schlagzeuger Pat Hoed („Fantasma“) und Sänger John Lepe („Juan Brujo“). 1992 folgte die zweite Single Machetazos bei Alternative Tentacles. Nach verschiedenen Besetzungswechseln erschien im Juli 1993 das Debütalbum Matando Güeros. Am Bass war neben Billy Gould Shane Embury von Napalm Death („Hongo“) zu hören, das Schlagzeug wurde von Raymond Herrera („Greñudo“) eingespielt und als zweiter Sänger war „Pinche Peach“ beteiligt. Das Album bot Grindcore mit spanischen Texten und wurde wegen des gewalttätigen Artworks und der brutalen Texte kontrovers diskutiert. Bereits in einem zeitgenössischen Review bezeichnete das Musikmagazin Rock Hard die Gerüchte, bei den Bandmitgliedern handele es sich um mexikanische Drogenhändler und Polizistenmörder, als „Legende“ und schrieb, dass sich hinter dem Projekt Billy Gould und Dino Cazares verbergen sollen.
1994 folgte über Alternative Tentacles die Single El Pablo, die als Tribut an den kolumbianischen Drogenhändler Pablo Escobar aufgemacht war. Bei Roadrunner Records erschien 1995 das zweite Album Raza Odiada, das durch ein Porträt des EZLN-Führers Subcomandante Marcos in heldenhafter Pose provozierte. Das Intro des Albums besteht aus einer Spoken-Word-Passage, in der Jello Biafra auf satirische Art die „braunhäutigen Immigranten“ angreift. Musikalisch wandte sich Brujeria vom schnellen Grindcore ab und bot eine Mischung aus Thrash Metal nach dem Vorbild von Sepultura mit Einflüssen aus dem Hardcore Punk der Dead Kennedys.
Bei Chupacabra Discos, einem Sub-Label von Billy Goulds Label Kool Arrow erschien 1997 die EP Marijuana, das Titellied war eine Verballhornung des Top-Hits Macarena von Los del Río. Einem Teil der Auflage lag eine Streichholzschachtel bei.
An dem 2000 erschienenen Studioalbum Brujerizmo war Schlagzeuger Nick Barker (Cradle of Filth, Dimmu Borgir) unter dem Pseudonym „Hongo Jr.“ als Gastmusiker beteiligt. Weiterhin war mit Gaby Domingez („Pititis“) eine Sängerin beteiligt. Dino Cazares und Raymond Herrera riefen 2001 den Brujeria-Ableger Asesino ins Leben und veröffentlichten mit Unterstützung von Tony Campos (zuvor u. a. bei Static-X) das Album Corridos de Muerte. Nach dem Ende von Fear Factory kollabierte die Besetzung von Brujeria, die 2003 noch aus Dino Cazares, John Lepe und Nick Barker bestand. Anfang 2005 gab Cazares seinen Ausstieg aus der Band bekannt.
Bei den Live-Auftritten 2007 in Südamerika und den USA spielte Tony Laureano von Nile („Angelito“) Schlagzeug und Jeff Walker („El Cynico“) Bass. 2008 erschien die Single Debilador. Seit 2009 besteht die Besetzung aus den Sängern John Lepe („Juan Brujo“), Pat Hoed („Fantasma“) und Gaby Domingez („Pititis“), dem Gitarristen Shane Embury („Hongo“), dem Bassisten Jeff Walker („El Cynico“) und dem Schlagzeuger Adrian Erlandsson („El Podrido“, auch At the Gates).
2016 erschien bei Nuclear Blast Records das Album Pocho Atzlan. Seit 2017 ist die Schauspielerin Jessica Pimentel unter dem Pseudonym La Bruja Encabronada Mitglied der Band. Auf der Campaign For Musical Destruction 2017 stand Bassist Shane Embury zu jedem Termin mit drei Bands auf der Bühne, neben Brujeria mit Lock Up und seiner Hauptband Napalm Death. Es folgten weitere Auftritte in 2018 und 2019, bevor die Bandaktivitäten auf Grund der COVID-19-Pandemie zum Erliegen kamen. Im Juni 2020 veröffentlichte die Band über Nuclear Blast Records die digitale Single COVID-666 und ein Musikvideo, das die Bandmitglieder in Quarantäne spielend zeigte.
Die ersten Live-Aktivitäten nach der Pandemie erfolgten im Rahmen einer Tournee durch die USA im Frühjahr 2022, gefolgt von einer Tour als Support von Napalm Death im Herbst 2022 ebenfalls durch die USA. Im Sommer 2023 ging die Band auf die Matando Güeros 30th Anniversary Tour 2023, für den 15. September 2023 ist die Veröffentlichung des nächsten Studioalbums Esto Es Brujeria angekündigt.
Am 17. Juli 2024 verstarb zunächst überraschend im Alter von 57 Jahren Sänger Pinche Peach (bürgerlicher Name Ciriaco Quezada) und am 18. September 2024 Sänger und Bandgründer Juan Brujo, letzterer im Alter von 61 Jahren an den Folgen eines Herzinfarkts.

## Diskografie
Alben
- 1993: Matando Güeros
- 1995: Raza Odiada
- 2000: Brujerizmo
- 2001: Mextremist! (Best of)
- 2003: The Mexecutioner! (Best of)
- 2016: Pocho Aztlan
- 2023: Esto Es Brujeria

Singles und EPs
- 1990: ¡Demoniaco!
- 1991: Machetazos
- 1994: El Patron
- 2000: Marijuana
- 2008: Debilador
- 2016: Viva Presidente Trump!
- 2019: Amaricon Czar (Single)
- 2020: COVID-666 (Digitale Single)